# Rubus perdigitatus
Rubus perdigitatus är en rosväxtart som beskrevs av Alan Newton. Rubus perdigitatus ingår i släktet rubusar, och familjen rosväxter. Inga underarter finns listade i Catalogue of Life.